# اوره‌ای
شهر اوره‌ای (به فرانسوی: Oreye) در شهرستان ورم (بلژیک) در استان لیئژ در منطقه فدرال والوون در کشور بلژیک واقع شده‌است.